# Відьяпаті
Відьяпаті Тхакур (англ. Vidyapati Thakur;1352? - 1448?), також відомий на ймення Майтгіл Каві Кокіл (Maithil Kavi Kokil) в народі ще називаємий «співун мов зозуля майтгілі» був поетом, що писав на майтгілі і письменник що писав ще й на санскриті. Він народився в селі в Бішпгі (Bishphi) в районі Мадгубані в теперішньому штаті Біхар (Індія). Він був сином Ганапаті. Наймення Відьяпаті походить від двох слів з санскриту - видья (знання) і паті (майстер), тобто це означає, що він був саме людиною знань чи «майстром знань».
Поезія Відьяпаті була широко вживана в минувшині по всьому Індостані а також сформувала бенгальську та інших східно-індійські  літературні традиції. Дійсно, мова якою писав в ті часи Відьяпаті, уже була наслідком пізнього санскриту - «пракриті», отримана внаслідок періоду розмежування індо-іранських мов -  «абагатта», саме в ті часи почався перехід до ранніх версій східної мови, бенгальської мови, мови орія, мови майтгілі... Таким чином, вплив Відьяпатіна розвиток східних індо-іранських мовних груп - неоціненний, аналогічний впливу Данте в Італії і Чосера в Англії.

## Взірці творчості
- лірика Вадьяпаті (кадр з фільму) [Архівовано 4 березня 2016 у Wayback Machine.]
- All My Inhibition

All my inhibition left me in a flash,
When he robbed me of my clothes,
But his body became my new dress.
Like a bee hovering on a lotus leaf
He was there in my night, on me!
- विद्यापति

जय जय भैरवि असुर-भयाउनि, पशुपति भामिनी माया।
सहज सुमति वर दिअ हे गोसाऊनि, अनुगति गति तुअ पाया।।
वासर रैन सवासन शोभित, चरण चन्द्रमणि चूडा।
कतओक दैत्य मारि मुख मेलल, कतओ उगलि कय कूडा।।
साँवर वरन नयन अनुरंजित, जलद जोग फूल कोका।
कट-कट विकट ओठ पुट पांडरि, लिधुर फेन उठि फोका।।
घन-घन घनन घुँघरू कत बाजय, हन-हन कर तुअ काता।
विद्यापति कवि तुअ पद सेवक, पुत्र बिसरू जनु माता।।

## Відомі твори
- अभिनव कोमल सुन्दर पात  Innovative pretty soft drop
- अभिनव पल्लव बइसंक देल /विद्यापति/ Innovative Pallava Bisnk Del
- अम्बर बदन झपाबह गोरि /विद्यापति/ Amber body Jpabh Gori
- आजु दोखिअ सखि बड़ /विद्यापति/ Aju Dokia Ski fig
- आसक लता लगाओल सजनी /विद्यापति/ Ask Latha Lgaol sajni
- आहे सधि आहे सखि /विद्यापति/ Ahe Ahe linkage Ski
- ए धनि माननि करह संजात /विद्यापति/ Manni A. Dni Krh Derivatives
- कंटक माझ कुसुम परगास /विद्यापति/ Maj needle Kusum Prgas
- कान्ह हेरल छल मन बड़ साध /विद्यापति/ Herl Kanh harassment act increases heart
- कामिनि करम सनाने /विद्यापति/ Kamini karam Snane
- कि कहब हे सखि रातुक /विद्यापति/ That Khb O Ski Ratuk
- कुंज भवन सएँ निकसलि /विद्यापति/ Kunj Building सएँ Niksli
- कुच-जुग अंकुर उतपत् भेल /विद्यापति/ Momma - Live Ankur Utpt BHEL
- के पतिआ लय जायत रे /विद्यापति/ Ray Jayt Ptia of rhythm
- गीत /विद्यापति/ Song
- चन्दा जनि उग आजुक /विद्यापति/ Chanda Jni mushroomed Ajuk
- चानन भेल विषम सर रे /विद्यापति/ Asymmetrical head BHEL Chann Ray
- जखन लेल हरि कंचुअ अचोडि /विद्यापति/ Lel Jkn Hari Kanchua Achodi
- जनम होअए जनु /विद्यापति/ Birth Hoaa Jnu
- जय- जय भैरवि असुर भयाउनि /विद्यापति/ Jai - Jai Barvi daemon Byauni
- जाइत देखलि पथ नागरि सजनि गे /विद्यापति/ Gay Sjni Nagri Dekli Jait path
- जाइत पेखलि नहायलि गोरी /विद्यापति Pekli Nhayli Jait white
- जौवन रतन अछल दिन चारि /विद्यापति /Ratan Juvn Acl day Chari
- नन्दनक नन्दन कदम्बक/विद्यापति/ Elysium Nandnk Kdmbk
- बटगमनी /विद्यापति/ Btgmni
- बारहमासा /विद्यापति/ Barhmasa
- बिरह गीत /विद्यापति/ Birh song
- बिसरही गीत /विद्यापति/ Bisrhi song
- भगता गीत /विद्यापति/ Bgta song
- भगबती गीत /विद्यापति/ Bgbti song
- भगबान गीत /विद्यापति/ Bgban song
- भजन /विद्यापति/ Bhajan
- भूइयां के गीत /विद्यापति/ Bhuiyan's songs
- माधव ई नहि उचित विचार /विद्यापति/ Madhav e Nhi proper consideration
- मानिनि आब उचित नहि मान /विद्यापति/ Nhi fair value Manini Ab
- लोचन धाय फोघायल /विद्यापति/ Lochn Dhay Fogayl
- विबाहक गीत /विद्यापति/ Vibahk song
- षटपदी /विद्यापति/ Stpdi
- सजनी कान्ह कें कहब बुझाइ /विद्यापति/ Ken sajni Kanh Khb Bujai
- सरसिज बिनु सर सर /विद्यापति/ Srsij Binu Sir Sir / Vidyapati
- ससन-परस रबसु अस्बर रे देखल धनि देह /विद्यापति/ Ssn - Prs Rbsu Asbr Ray Dekl Dni body
- सामरि हे झामरि तोर दहे /विद्यापति/ Tor Jamri Samri O Dhe
- सैसव जौवन दुहु मिल गेल /विद्यापति/ Gail got Sasv Juvn Duhu

## Відьяпаті в культурі індійських племен
Вплив любовної лірики Відьяпаті про відносини Радгі і Крішни на бенгальських поетів середньовічного періоду було настільки великим, що вони багато в чому наслідували її. У результаті цього виникла штучна літературна мова, відома як Браджабулі (Brajabuli), яка була розроблена в шістнадцятому столітті і в її основі лежала мова майтгілі (як найпоширеніша у середньовіччя), але її словесні форми були частково змінені, щоб більше було спорідненості з бенгальською мовою. Бенгальські середньовічні поети: Гобіндадас Кабірадж (Gobindadas Kabiraj), Янандас (Jnandas), Баларандес (Balaramdas) і Нароттамдес (Narottamdas) писали свої пада (поеми) на цій мові. Рабіндранат Тагор також склав «Bhanusingha Thakurer Padabali» (1884 році) саме на цій мові (він заявив про себе саме в цій пісні, як у нововиявлений поет, Бганусінґх Bhanusingha). А XIX століття запамяталося Бенгальським Ренесансом та його найхарактернішим представником  -  Банкім Чандра Чаттерджі (Bankim Chandra Chatterjee), що писав також на Браджабулі.
Вплив Відьяпаті спостерігається й в мові Орісса, в першу чергу через вплив бенгалійської лірики. Використання мови Браджабулі приписують Рамананда Раю (Ramananda Raya), учню Чайтан'я Махапрабгу (Chaitanya Mahaprabhu). Він читав свої Браджабулі поеми Чайтан'я Махапрабгу, коли вони вперше зустрілися з ним на березі Годаварі в 1511 чи 1512 роках.  Іншими цікаві поети орія також писали під впливом віршів Відьяпаті, це були Чампаті Рей (Champati Ray) і король Пратапамалладева ( Pratapamalladeva -1504-32).